# آلفردو آبالوس
آلفردو آبالوس (انگلیسی: Alfredo Ábalos؛ زادهٔ ۱۷ مارس ۱۹۸۶) بازیکن فوتبال اهل آرژانتین است که در حال حاضر برای رنجرز د تالکا بازی می‌کند.